# Lapara (Burkina Faso)
Pour les articles homonymes, voir Lapara.
Lapara est une commune rurale située dans le département de Boromo de la province des Balé dans la région de la Boucle du Mouhoun au Burkina Faso.

## Démographie
| 2003                      | 2006 | 2012 |
| ------------------------- | ---- | ---- |
| 2648[source insuffisante] | 976  | -    |

## Santé et éducation
Le centre de soins le plus proche de Lapara est le centre de santé et de promotion sociale (CSPS) de Boromo qui accueille également le centre médical avec antenne chirurgicale (CMA) régional.